# Stephen Bourdow
Stephen Norris Bourdow (* 2. Januar 1966 in Saginaw) ist ein ehemaliger US-amerikanischer Segler.

## Erfolge
Stephen Bourdow nahm an den Olympischen Spielen 1992 in Barcelona mit Paul Foerster in der Bootsklasse Flying Dutchman teil. Mit 32,7 Gesamtpunkten wurden sie hinter dem spanischen und vor dem dänischen Boot Zweiter und erhielten damit die Silbermedaille. An der Seite von Paul Foerster wurde Bourdow 1991 in Tauranga und 1992 in Cádiz im Flying Dutchman zudem Weltmeister. Vor seinem Wechsel in den Flying Dutchman war er im Laser aktiv gewesen und gewann in diesem Boot 1990 in Newport bei den Weltmeisterschaften die Silbermedaille.
Bourdow machte zunächst 1989 einen Abschluss an der Tulane University, ehe er 2003 einen MBA an der Santa Clara University erwarb. Dazwischen war er unter anderem an der Stanford University als Segeltrainer aktiv.